# Bill Thoms
Bill Thoms (* 5. März 1910 in Newmarket, Ontario; † 26. Dezember 1964 in Toronto, Ontario) war ein kanadischer Eishockeyspieler (Center) und -trainer, der von 1918 bis 1928 für die Toronto Maple Leafs, Chicago Black Hawks und Boston Bruins in der National Hockey League spielte.

## Karriere
Während seiner Juniorenzeit spielte Thoms bei den West Toronto Nationals und den Toronto Marlboros in der OHA. Seine erste Station bei den Profis waren die Syracuse Stars in der IHL, wo er gemeinsam mit Syd Howe im Kader stand.
In die NHL kam er in der Saison 1932/33 mit den Toronto Maple Leafs. Hier nahm er 1934 am erstmals ausgetragenen NHL All-Star Game zu Gunsten von Ace Bailey teil. Für die Leafs erzielte er in der Saison 1935/36 23 Tore, mit denen er gemeinsam mit seinem Mannschaftskameraden Charlie Conacher die Torschützenliste der NHL anführte.
Im Laufe der Saison 1938/39 wurde er im Tauch für Elwyn Romnes an die Chicago Black Hawks angegeben. Hier war er Anfang der 1940er Jahre der beste Scorer im Team. Im Januar 1945 wechselte er zu den Boston Bruins. Dort spielte er die Saison zu Ende, bevor er seine aktive Karriere beendete.
Kurz später übernahm er den Trainerposten bei den Toronto Marlboros. Kurz vor dem Jahresende 1964 verstarb er an einem Herzinfarkt.

## Sportliche Erfolge

### Persönliche Auszeichnungen
- Bester Torschütze: 1936 gemeinsam mit Charlie Conacher später wurde hierfür die Maurice Richard Trophy vergeben
- NHL Second All-Star Team: 1936